# Landfall (film)
Pour plus de détails, voir Fiche technique et Distribution.
Pour les articles homonymes, voir Landfall.
Landfall est un film britannique réalisé par Ken Annakin, sorti en 1949.

## Synopsis
Rick Chambers est accusé d'avoir coulé par erreur un sous-marin britannique. Pour sauver sa réputation, il se porte volontaire pour une mission dangereuse. Pendant ce temps, son amie découvre par hasard des informations suggérant que le sous-marin qu'il a attaqué était bien allemand.

## Fiche technique
- Titre original : Landfall
- Réalisation : Ken Annakin, assisté de Cliff Owen (non crédité)
- Scénario : Talbot Jennings, d'après le roman Landfall: A Channel Story de Nevil Shute
- Direction artistique : Donald M. Ashton
- Costumes : Alice McLaren
- Photographie : Wilkie Cooper
- Son : Harold V. King
- Montage : Peter Graham Scott
- Musique : Philip Green
- Production : Victor Skutezky
- Production associée : Gilbert Gunn
- Société de production : Associated British Picture Corporation
- Société de distribution : Associated British-Pathé
- Pays d'origine :  Royaume-Uni
- Langue originale : anglais
- Format : Noir et blanc  — 35 mm — 1,37:1 — son mono
- Genre : film de guerre
- Durée : 86 minutes
- Dates de sortie : Royaume-Uni : 27 octobre 1949

## Distribution
- Michael Denison (en) : Rick Chambers
- Patricia Plunkett (en) : Mona Stevens
- Edith Sharpe : Mme Chambers, la mère de Rick
- Margaret Barton : Rosemary, la sœur de Rick
- Charles Victor : M. Stevens, le père de Mona
- Kathleen Harrison : Mme Stevens, la mère de Mona
- Denis O'Dea : Capitaine Burnaby
- Margaretta Scott : Mme Burnaby
- Sebastian Shaw : Wing Commander Dickens
- Maurice Denham : Wing Commander Hewitt
- Laurence Harvey : P / O Hooper
- Harry Fowler : Caporal de la RAF
- Frederick Leister : Amiral
- Paul Carpenter : Morgan